# Tobias Schweinsteiger
Tobias Schweinsteiger, född 12 mars 1982 i Rosenheim, Västtyskland, är en tysk före detta fotbollsspelare.
Schweinsteigers bror, Bastian, är en tysk fotbollsspelare.
Schweinsteiger har spelat FC Bayern München II, VfB Lübeck, FC Ismaning och Eintracht Braunschweig.

### Fotnoter
1. ↑  transfermarkt.com, transfermarkt.com spelar-ID: 10220, läst: 9 oktober 2017.[källa från Wikidata]